# ناحیه شنگاویت
ناحیه شنگاویت (ارمنی: Շենգավիթ վարչական շրջան) یکی از ناحیه‌های دوازده‌گانه ایروان پایتخت ارمنستان می‌باشد که در جنوب غرب ایروان واقع شده‌است؛ که از شمال با ناحیه‌های مالاتیا سباستیا و کنترون، از غرب و جنوب با استان آرارات، از جنوب با ناحیه کنترون و از شرق با ناحیه‌های اربونی و نوباراشن هم‌مرز است.

## خصوصیات
ناحیه شنگاویت ۱۴۷٬۳۰۰ نفر جمعیت دارد.

## نگارخانه

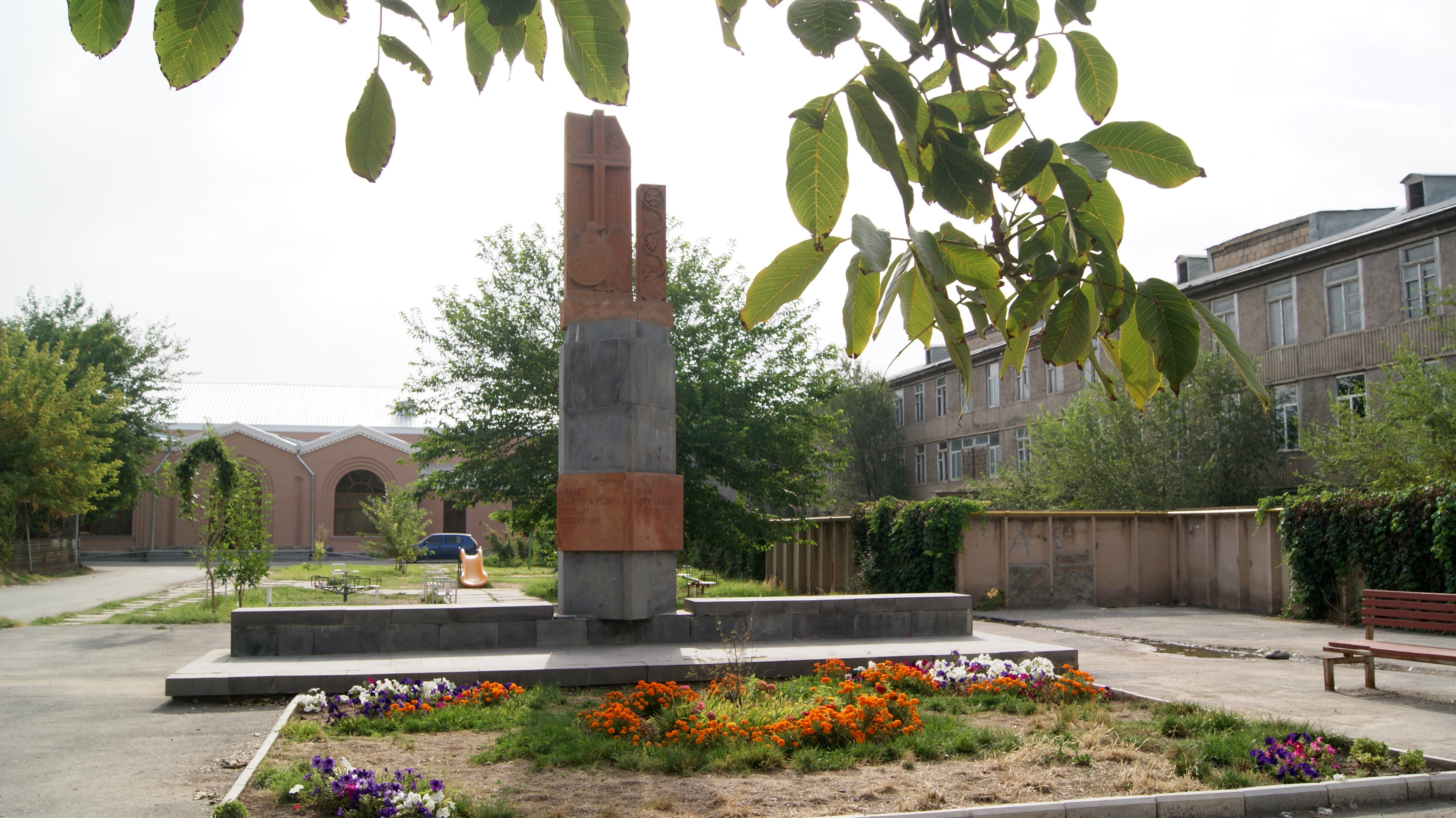
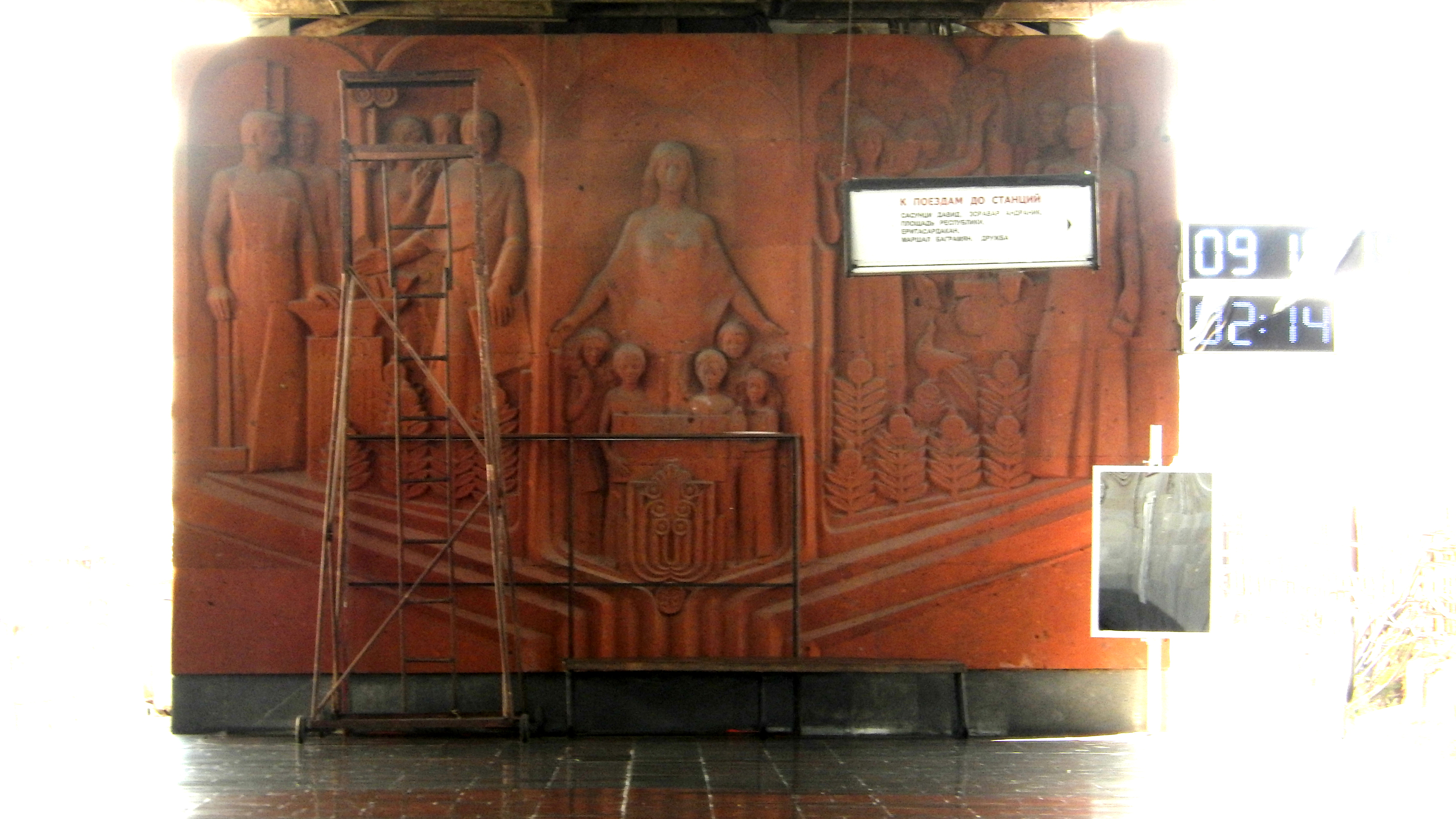
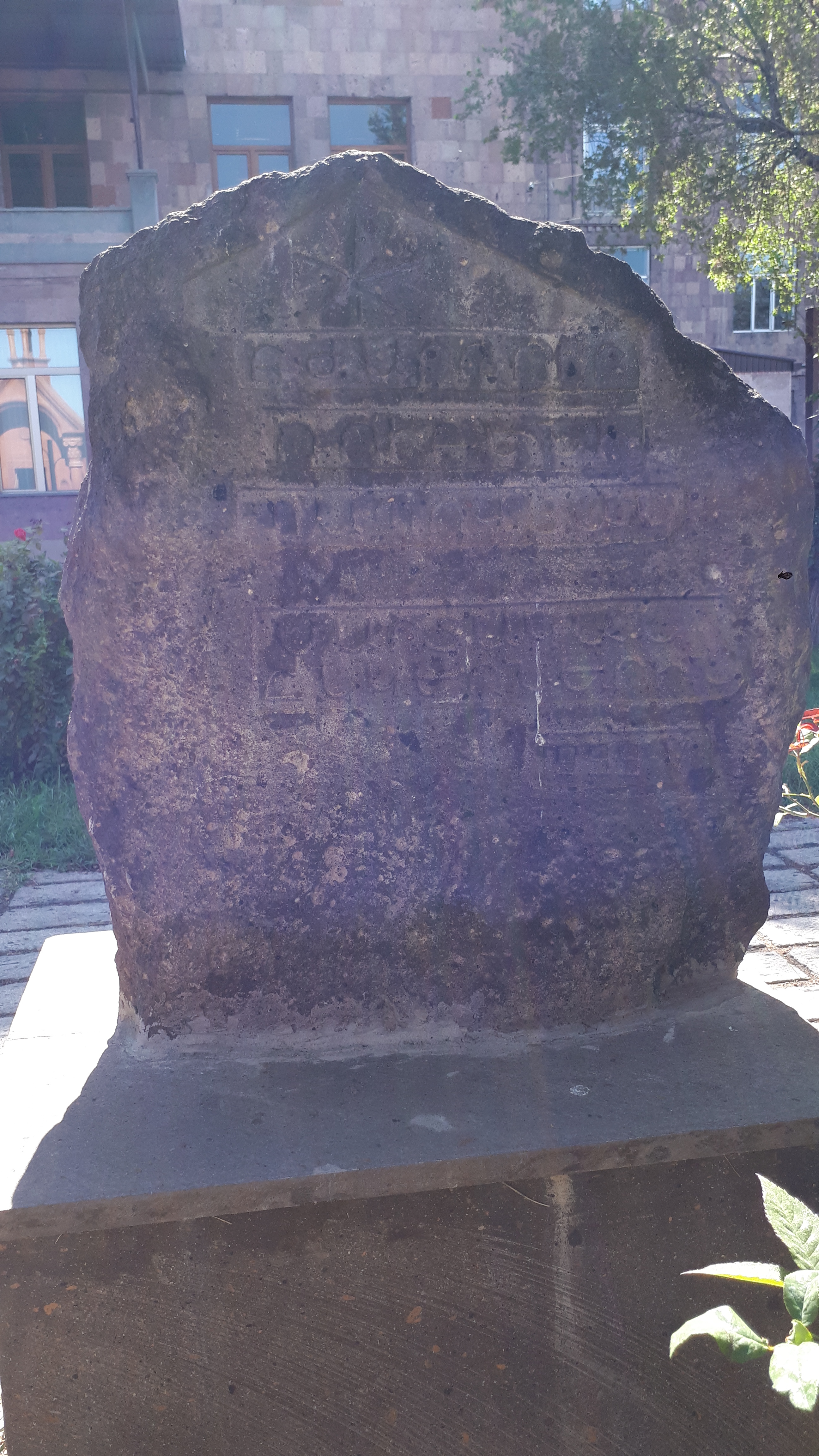
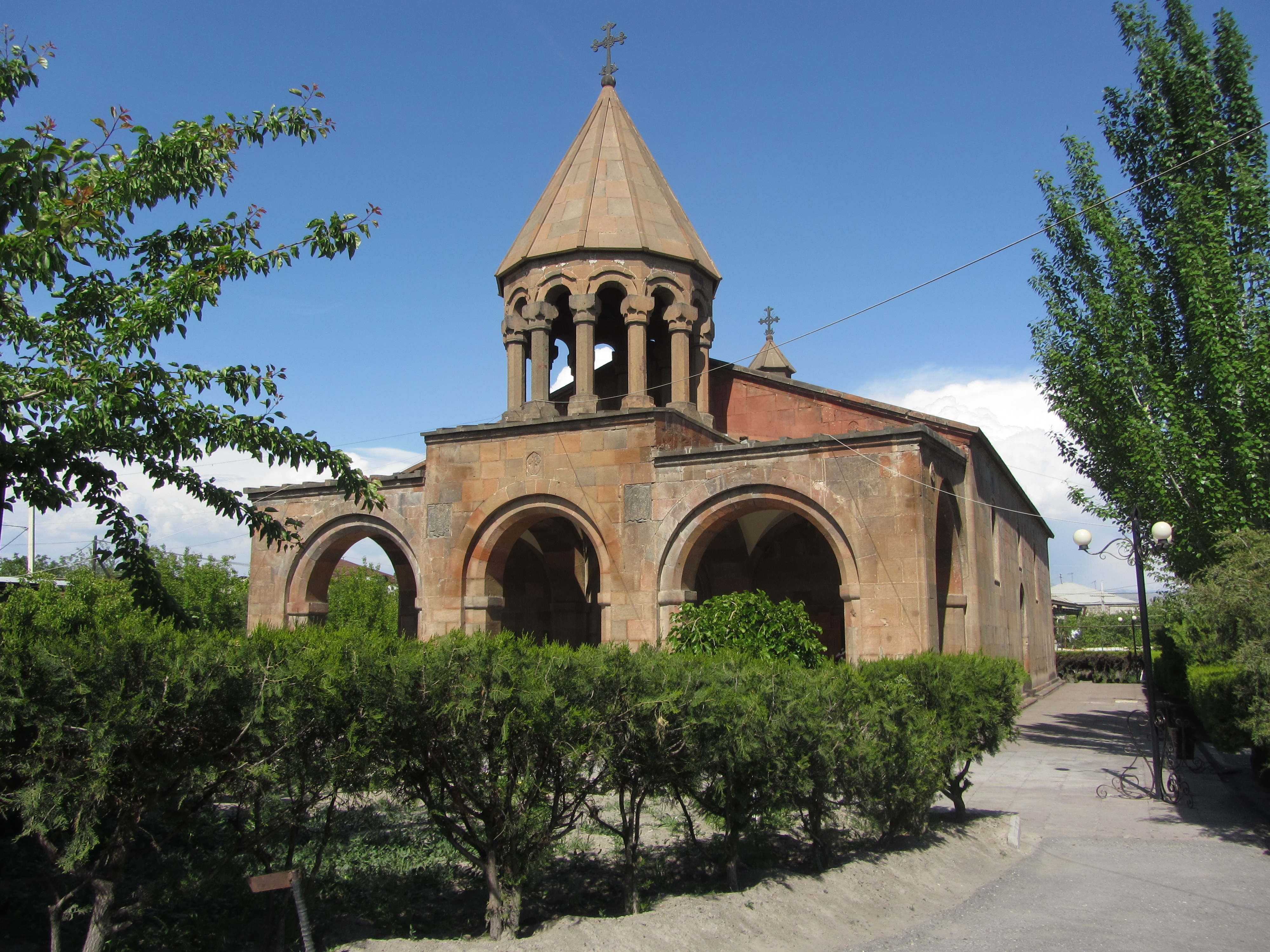
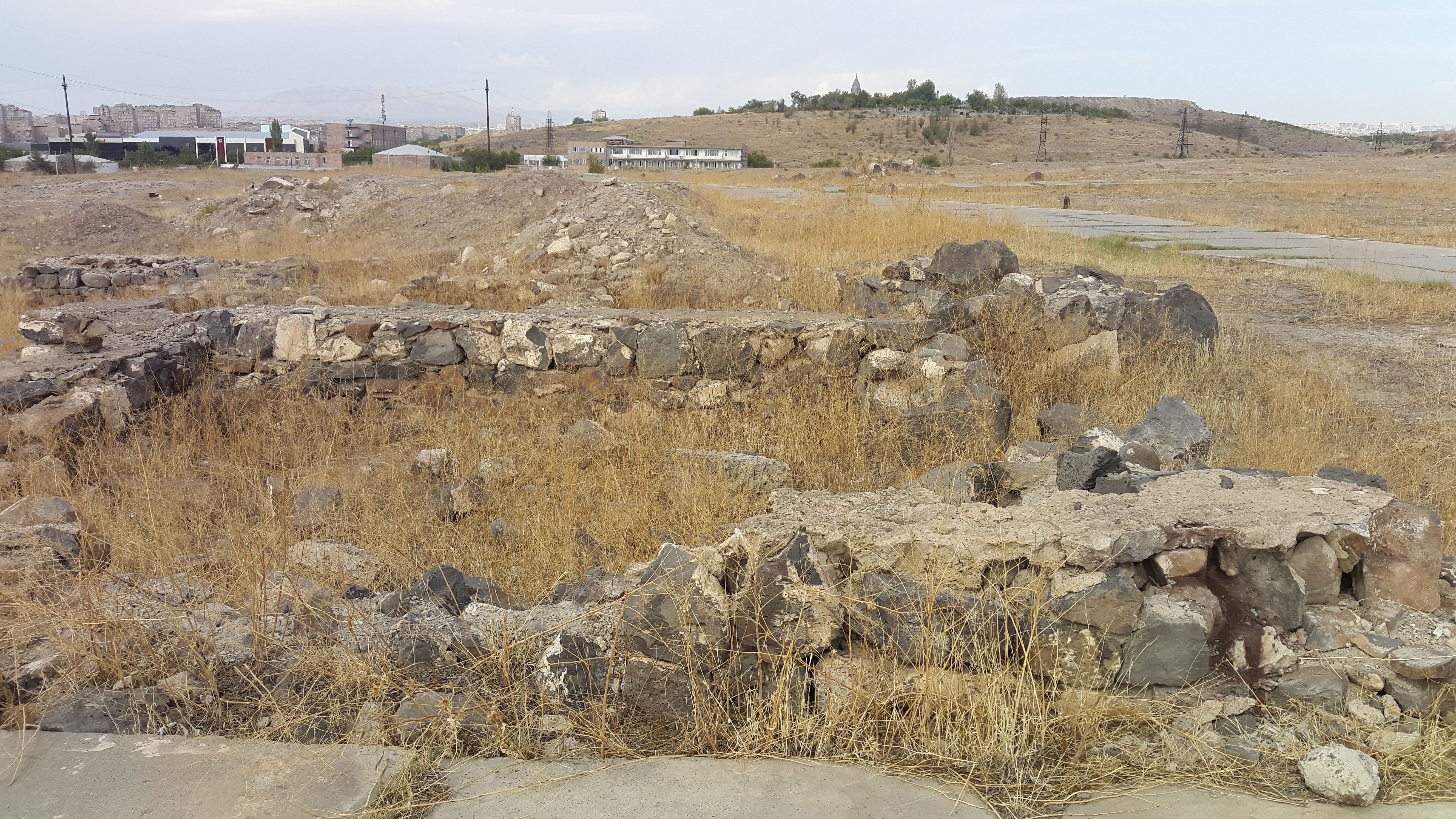
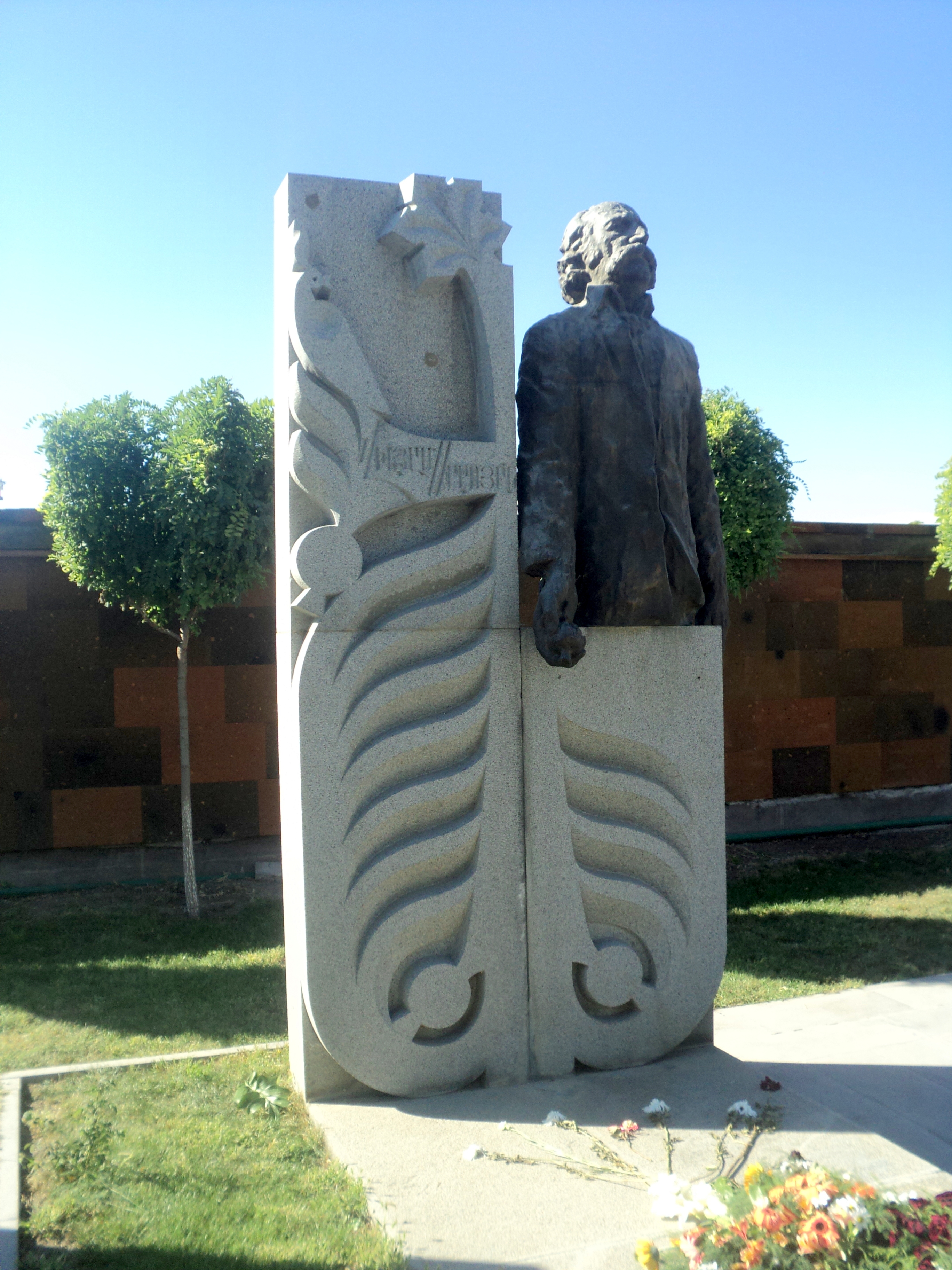
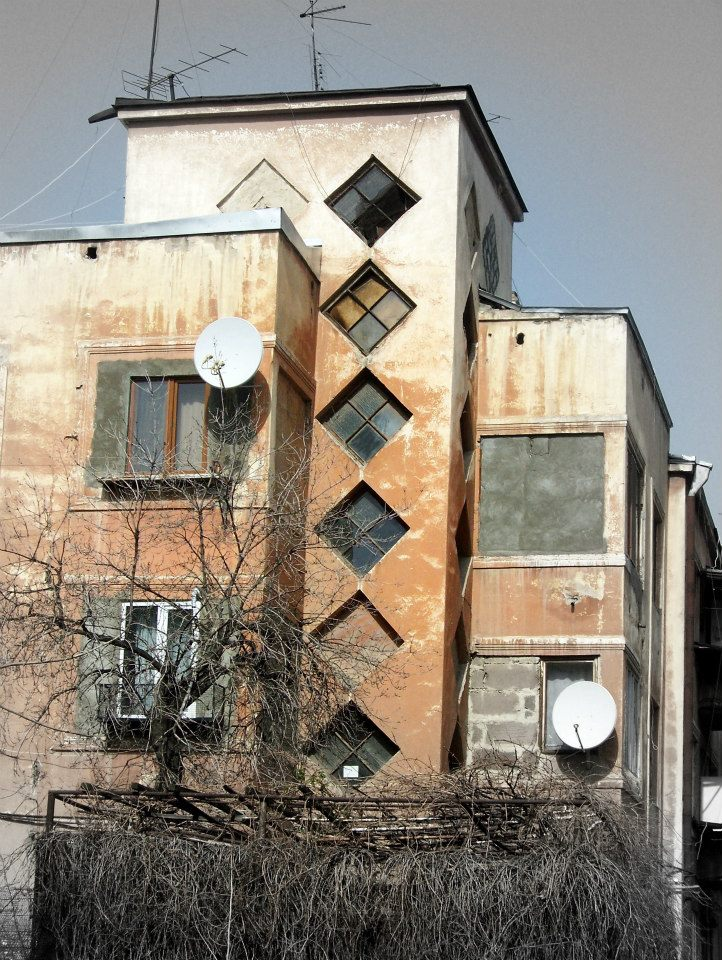
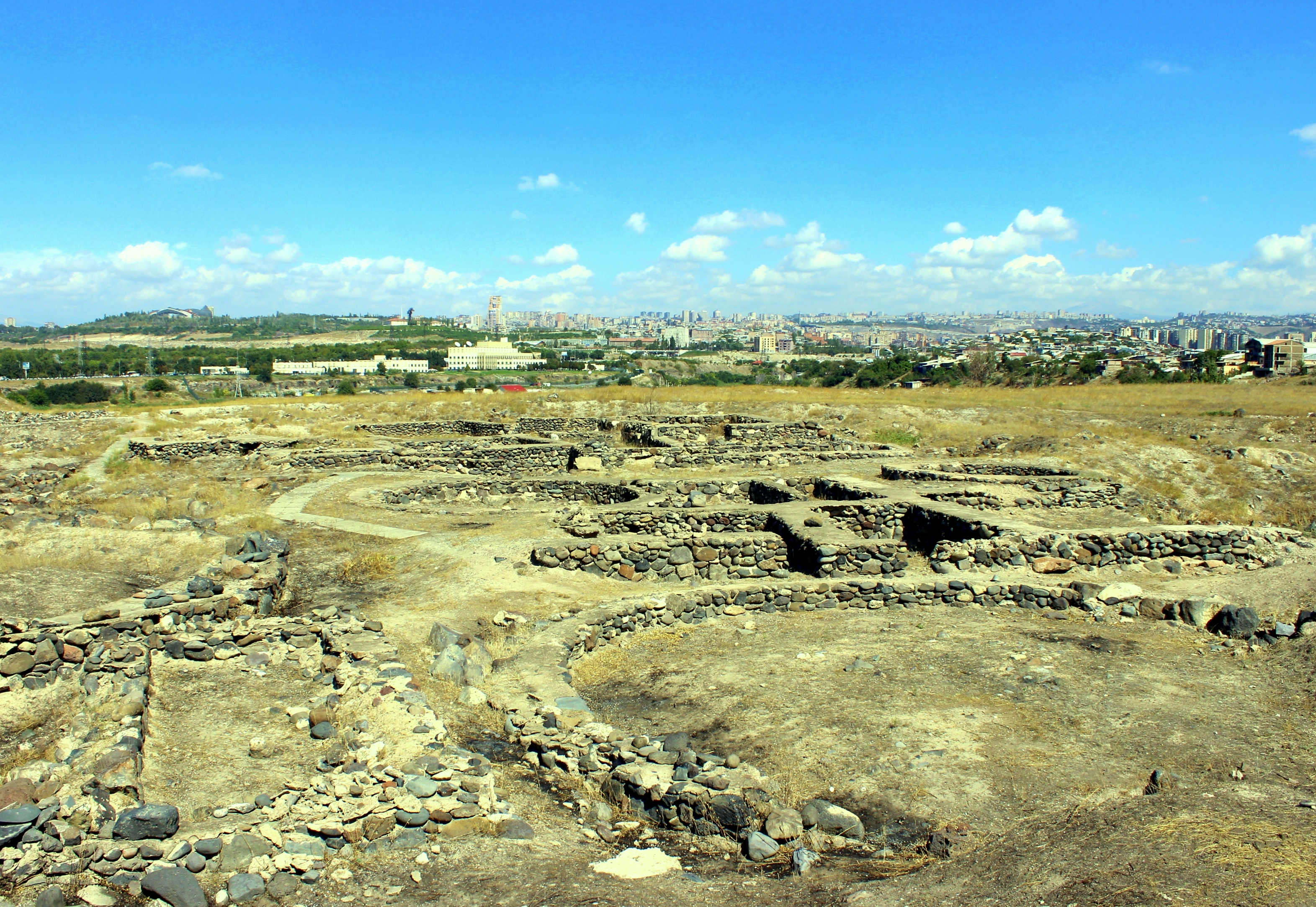
Stone foundations of Shengavit Settlement.
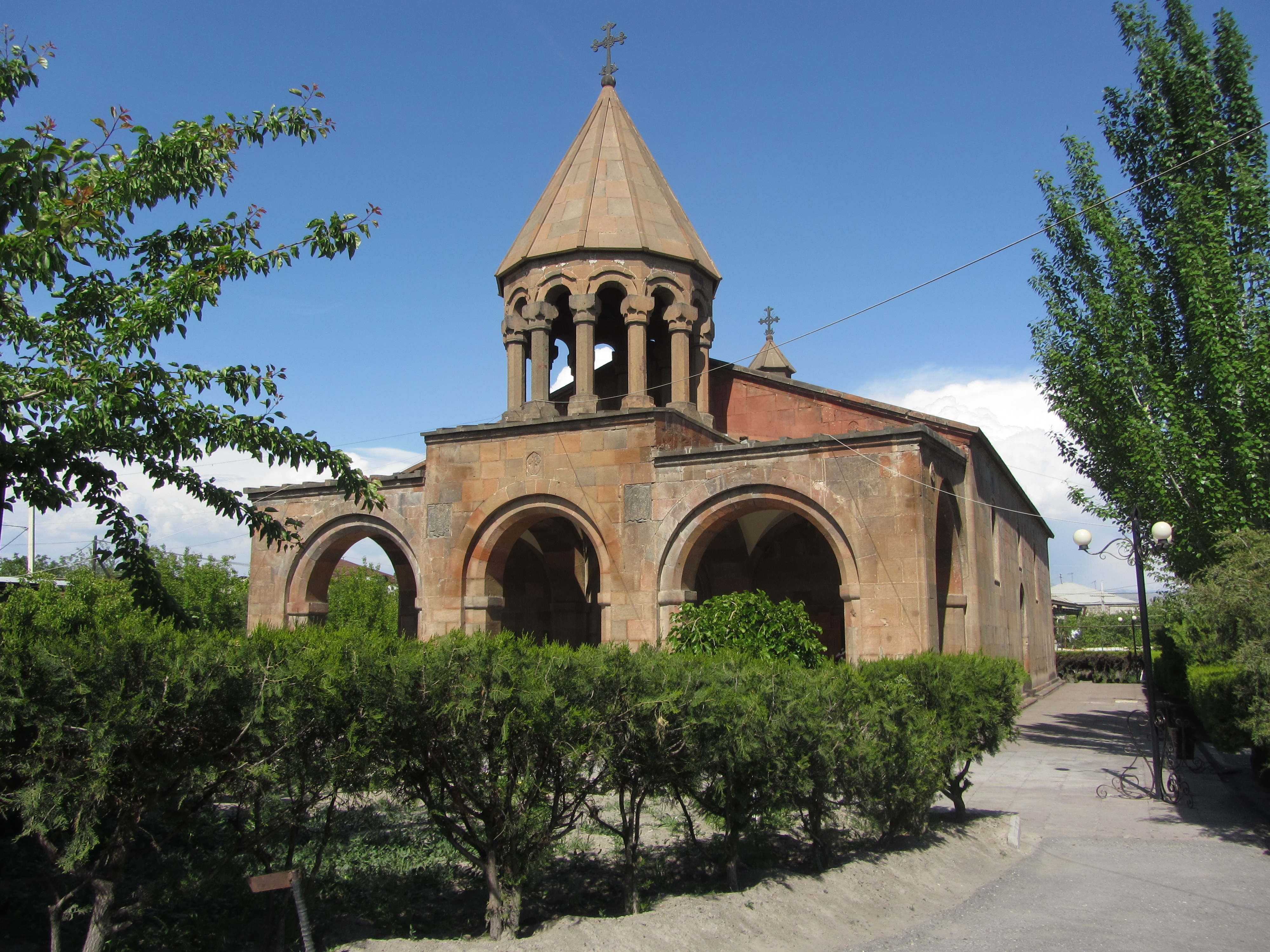
Surp Gevork Church of Noragavit
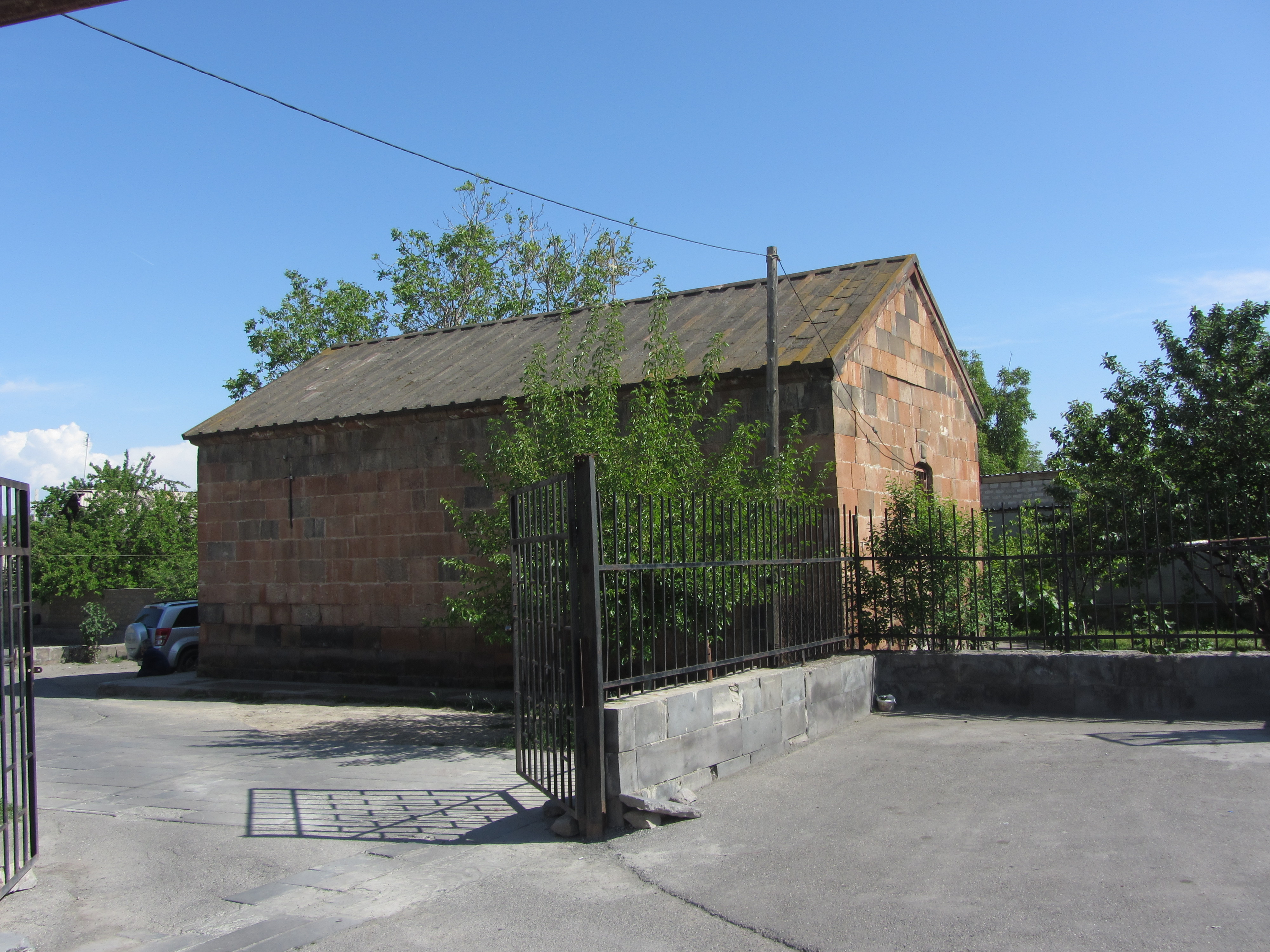
Surp Kiraki Church of Noragavit
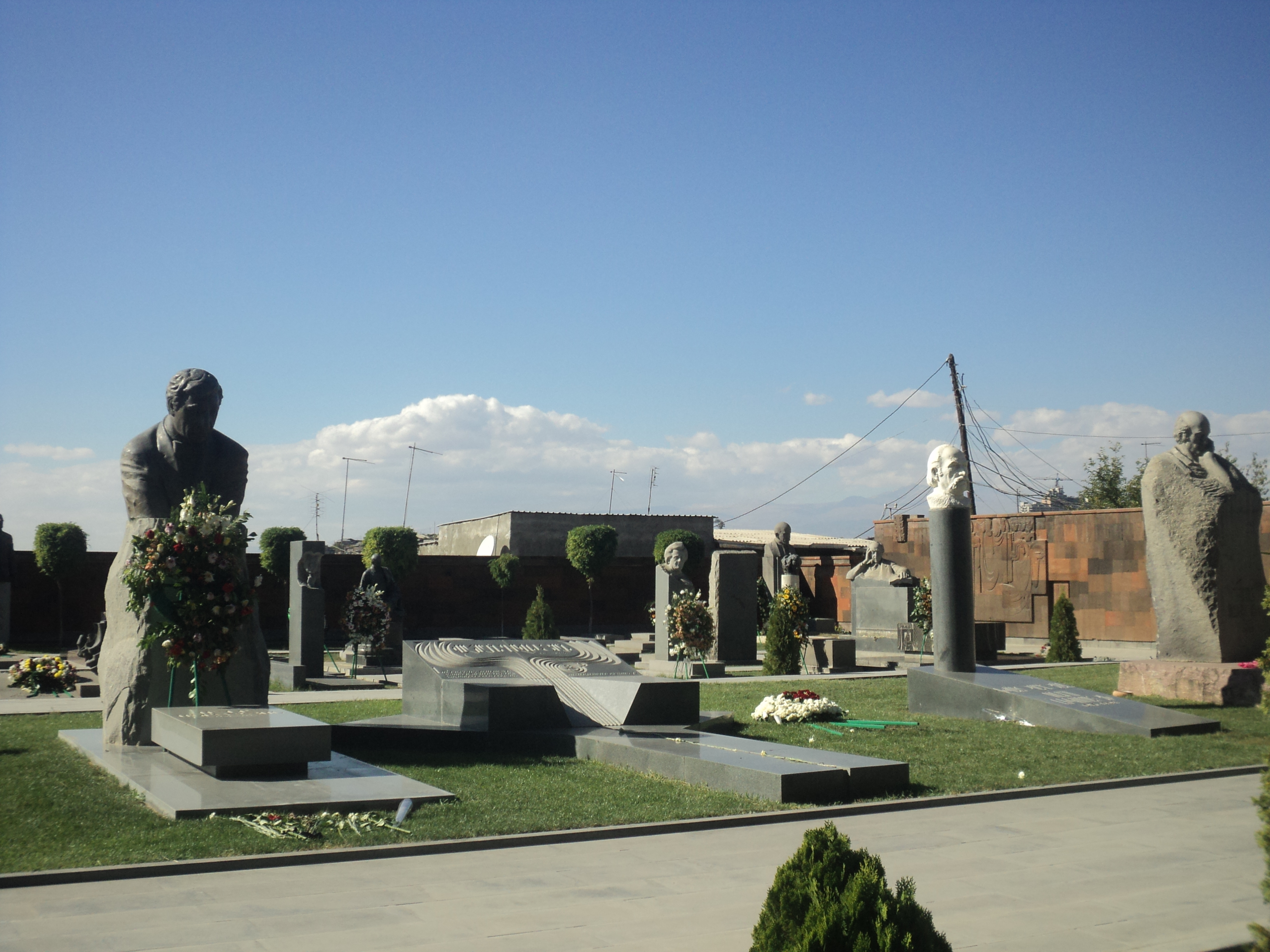
پانتئون کومیتاس